# 胡賓臣
胡賓臣（1572年—1599年），號慕葵，湖廣黄州府黄陂县人，明朝政治人物。

## 生平
萬曆二十五年（1597年）丁酉科湖廣乡试舉人，二十六年（1598年）戊戌科進士，官翰林院庶吉士，萬曆二十七年卒。